# Cathédrale de l'Immaculée-Conception de Rangoun
Pour les articles homonymes, voir Cathédrale de l'Immaculée-Conception.
La cathédrale de l'Immaculée-Conception est la cathédrale catholique de la ville de Rangoun (ou Yangon) en Birmanie et le siège de l'archidiocèse de Rangoun. Elle est consacrée le 22 février 1911 en étant placée sous le vocable de l'Immaculée Conception. 

## Historique
Paul Bigandet (en) M.E.P., vicaire apostolique de Birmanie, demande aux autorités coloniales des Indes britanniques la permission d'acheter un terrain et de construire une grande église avec une école (la future école Saint-Paul), l'ancienne étant devenue trop petite avec l'afflux de nouveaux habitants. Cette permission ne lui est accordée qu'en 1893 et La construction de l'église commence en 1895, après la mort de l'évêque (qui y est enterré). Elle est terminée le 19 novembre 1899 dans un style néo-gothique français, sous l'épiscopat d'Alexandre Cardot (en) M.E.P.. La Birmanie Méridionale était alors un protectorat britannique. L'édifice a été bâti selon les plans de l'architecte hollandais Joseph Cuypers, fils de Pierre Cuypers. 

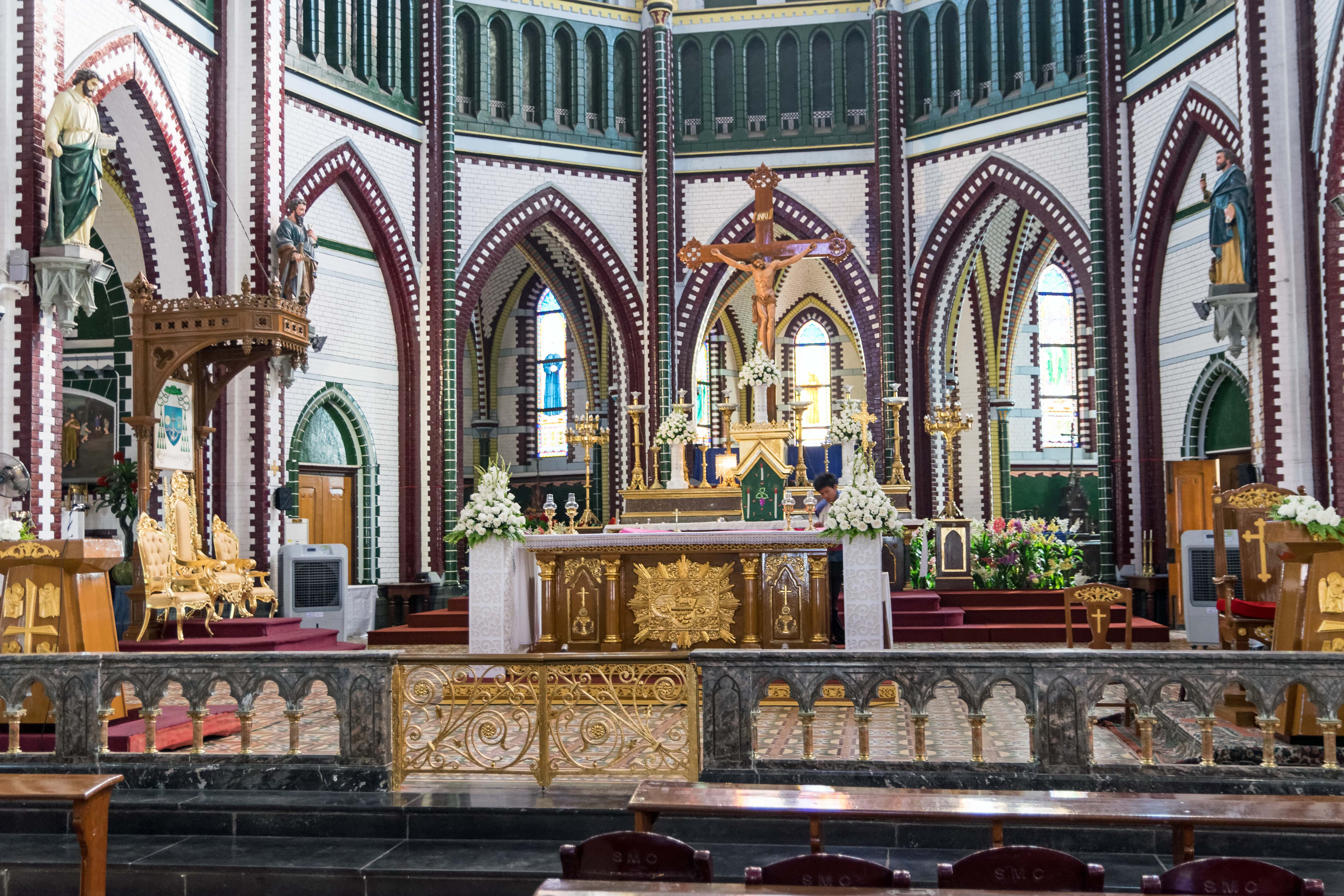
Chœur et autel.

Le tremblement de terre du 5 mai 1930 qui affecte Rangoun ne lui fait subir que peu de dommages et elle résiste à l'invasion japonaise à partir de 1941 pendant la Seconde Guerre mondiale. Cependant les bombardements alliés du 14 décembre 1944 détruisent tous les vitraux. Ils sont remplacés par de simples verres colorés locaux qui sont endommagés à leur tour par le cyclone tropical Nargis du 2 mai 2008.

## Horaires des messes
- Messes des jours de semaine : 6 h (anglais), 17 h (anglais).
- Messes des dimanches et fêtes : 6 h (anglais), 8 h (anglais) et 17 h (birman).